# Chonta (Canchaque)
Chonta es una localidad peruana ubicada en el distrito de Canchaque, perteneciente a la provincia de Huancabamba del departamento de Piura, al norte del Perú. 

## Ubicación
Chonta se ubica al oeste de la provincia de Huancabamba, en el distrito de Canchaque, en el departamento de Piura.

## Demografía
En 2017 Chonta tenía una población de 10 habitantes.
| Gráfica de evolución demográfica de Chonta entre 1993 y 2017 |
|                                                              |
| Fuentes: Población 1993 y 2017                               |